# 埼玉県道232号西武秩父停車場線

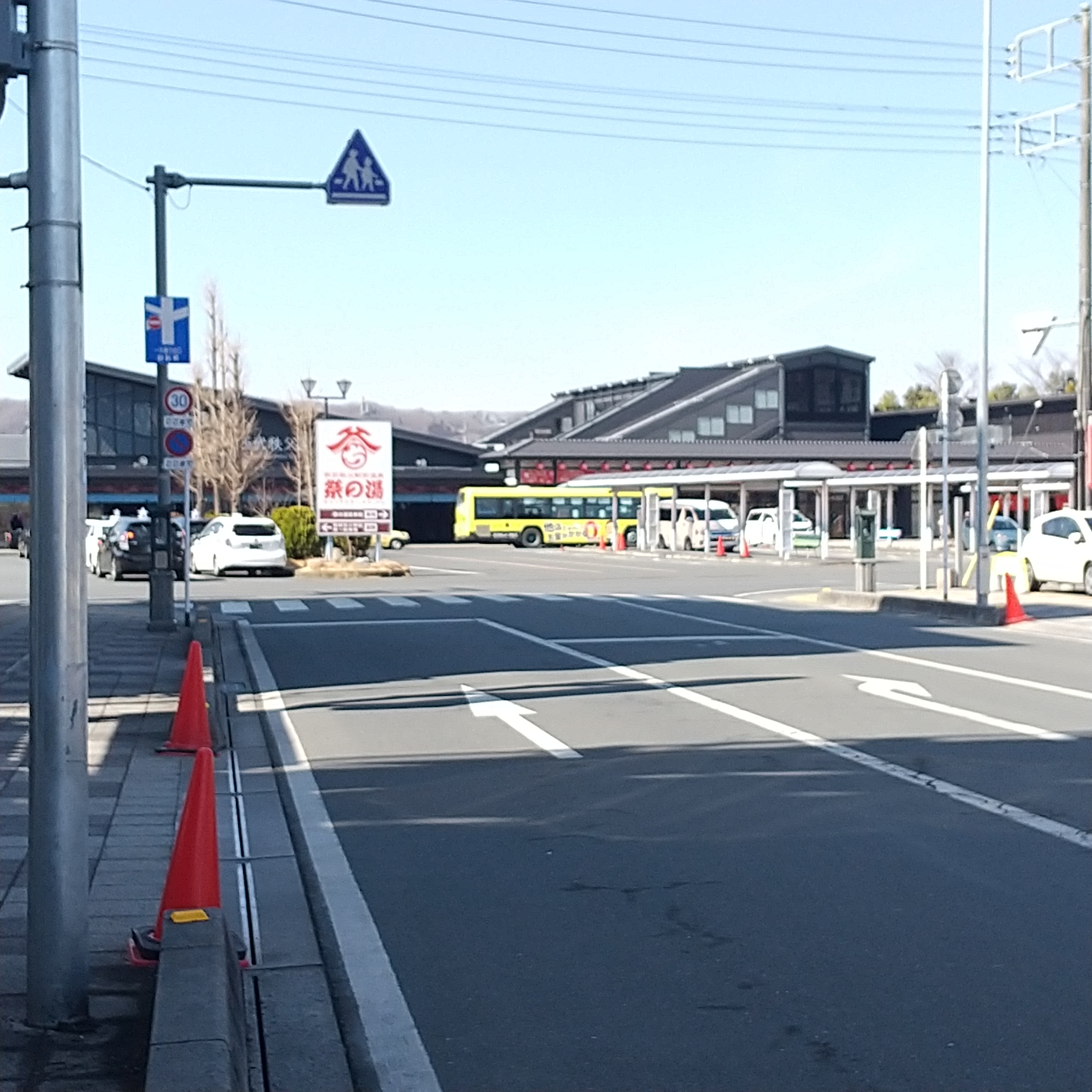
西武秩父駅付近

埼玉県道232号西武秩父停車場線（さいたまけんどう232ごう せいぶちちぶていしゃじょうせん）は、埼玉県秩父市内に設定されている都道府県道である。

## 路線概要
- 起点：西武秩父停車場
- 終点：国道140号交点
- 総距離：98m

## 地理

### 通過する自治体
- 埼玉県
  - 秩父市

### 交差する道路
| 交差する道路           | 交差点名     | 所在地 | 最高速度 (km/h) |
| ---------------------- | ------------ | ------ | --------------- |
| （西武秩父駅前停車場） |              | 秩父市 | 30              |
| 国道140号              | 西武秩父駅前 | 秩父市 | 30              |

### 沿線の施設
- 西武鉄道西武秩父線 西武秩父駅
- 秩父警察署西武秩父駅前交番
- 西武観光バス 秩父営業所
- 秩父市観光協会秩父観光情報館
- トヨタレンタカー 西武秩父駅前店